# The Fourmost
The Fourmost is een Engelse popgroep die vooral bekend was in de jaren zestig van de twintigste eeuw. Net als The Beatles is de groep afkomstig uit Liverpool. Het grootste succes van de groep was A Little Loving uit 1964.

## Samenstelling
In de meest succesvolle tijd had The Fourmost de volgende samenstelling:
- Brian O’Hara, zang en sologitaar
- Mike Millward, zang en slaggitaar
- Billy Hatton, zang en basgitaar
- Dave Lovelady, drums

Begin 1964 werd Mike Millward ernstig ziek. Hij werd tijdelijk vervangen door Bill Parkinson. Toen Millward eind 1965 opnieuw ziek was geworden, werkte de groep met een aantal tijdelijke vervangers (onder wie George Peckham, later geluidstechnicus in de Abbey Road Studios) en vond pas in 1968 een definitieve vervanger in Joey Bower.
Mike Millward overleed in 1966 aan leukemie, Brian O'Hara pleegde in 1999 zelfmoord. In 2017 overleed Hatton op 76-jarige leeftijd.

## Carrière
De groep begon in 1957 als een duo, The Two Jays, met Brian O'Hara en Joey Bower. Ze zongen allebei en begeleidden zichzelf op de gitaar. In september 1959 kwamen basgitarist Billy Hatton en drummer Brian Redman erbij. De groep werd herdoopt in The Four Jays en maakte op 1 maart 1961 zijn debuut in de Cavern Club, drie weken voor The Beatles. Daarna traden ze nog vele malen in de club op, soms samen met The Beatles. Medio 1962 stapte Joey Bower eruit en werd hij vervangen door Mike Millward (afkomstig van The Undertakers, een andere popgroep uit Liverpool). Ook werd Brian Redman vervangen door Dave Lovelady. In juni van dat jaar kwam de groep erachter dat er nog een groep met de naam The Four Jays bestond en werd de naam veranderd in The Four Mosts. Begin 1963 werd dat The Fourmost.
Op 30 juni 1963 tekende de groep een managementcontract met Brian Epstein. Epstein had al twee maal eerder gevraagd of hij hun manager mocht worden, maar de leden van de groep stonden huiverig tegenover het opgeven van hun amateurstatus. Een auditie bij George Martin, de vaste producer van The Beatles, leverde hun een platencontract bij Parlophone op.
De groep profiteerde al direct van een manager die ook The Beatles onder zijn hoede had. De eerste twee platen van The Fourmost waren Lennon-McCartney-composities:
- Hello Little Girl (uitgekomen op 30 augustus 1963) was het eerste nummer dat John Lennon ooit schreef, in 1957. The Beatles hadden het nummer gespeeld bij hun mislukte auditie voor Decca Records.[3] De versie van The Fourmost haalde een negende plaats in de UK Singles Chart.
- I'm in Love (uitgekomen op 15 november 1963) was ook geschreven door John Lennon. Het nummer is zowel door The Fourmost als door Billy J. Kramer with The Dakotas opgenomen, maar de versie van The Fourmost werd als single uitgebracht. The Beatles hebben het nummer zelf nooit opgenomen. De plaat van The Fourmost haalde de 17e plaats in de UK Singles Chart.

De derde plaat van The Fourmost was een liedje van de tekstschrijver Russ Alquist, toen de echtgenoot van de actrice Juliet Mills. Met A Little Loving bereikte de groep medio 1964 de zesde plaats in de UK Singles Chart. De volgende platen haalden echter geen van alle de top twintig. Wat de groep nu opnam, getuigde ook niet van veel consistentie. Baby I Need Your Loving (nummer 24 in de UK Singles Chart) kwam uit het repertoire van The Four Tops, Girls Girls Girls was een liedje van The Coasters (en ook opgenomen door Elvis Presley). The Fourmost maakte er een parodie van; het nummer klinkt met zijn vele te snel afgespeelde passages of het is gezongen door Alvin and the Chipmunks. Het kwam niet hoger dan een 33e plaats.
Mike Millward viel eind 1965 uit wegens een terminale ziekte; pas in 1968 kwam er een definitieve vervanger in de persoon van Joey Bower, lid van het eerste uur.
In augustus 1966 probeerde The Fourmost het met een cover van het Beatles-nummer Here, There and Everywhere, maar die flopte. Dat gebeurde ook met het ironische Auntie Maggie's Remedy, een nummer van George Formby. Op hun voorlaatste plaat, Rosetta, speelde Paul McCartney piano. Ook dat mocht niet baten.
Buiten Engeland (in de Verenigde Staten bijvoorbeeld) sloeg de groep niet aan; ook in Nederland deden de platen niets.
Op het eind van de jaren zestig stopte de groep met platen maken en ging hij de weg die hij al was ingeslagen met Girls Girls Girls en Auntie Maggie's Remedy: hij ging optreden in het cabaretcircuit. In 1978 verlieten Joey Bower, Billy Hatton and Dave Lovelady de groep; Brian O’Hara vertrok in de jaren tachtig. Sindsdien is geen van de leden uit de begintijd nog bij de groep betrokken. Sinds het midden van de jaren tachtig treedt de groep vooral op in het nostalgiecircuit.
Billy Hatton, Joey Bower en Dave Lovelady traden, met Dave Morgan als vierde man, ook af en toe op in het nostalgiecircuit onder de naam The Original Fourmost. Joey Bower verloor in december 2008 een rechtszaak over het gebruik van de naam The Fourmost zonder het woord ‘Original’.
The Fourmost is te zien in de film Pop Gear uit 1965, waar de groep A Little Loving playbackt. De groep deed ook mee aan de film Ferry Cross the Mersey van Jeremy Summers uit hetzelfde jaar, waarin collega-groep Gerry & the Pacemakers in het zonnetje werd gezet.

## Discografie

### Singles (Groot-Brittannië)
- Augustus 1963: Hello Little Girl / Just in Case
- November 1963: I'm in Love / Respectable
- April 1964: A Little Loving / Waitin’ for You
- Juli 1964: How Can I Tell Her / You Got That Way
- November 1964: Baby I Need Your Loving / That’s Only What They Say
- Juli 1965: Everything in the Garden / He Could Never
- November 1965: Girls Girls Girls / Why Do Fools Fall in Love
- Augustus 1966: Here, There and Everywhere / You’ve Changed
- November 1966: Auntie Maggie’s Remedy / Turn the Lights Down
- 1968:[6] Apple, Peaches, Pumpkin Pie / I Couldn’t Spell!!
- Februari 1969: Rosetta / Just Like Before
- Augustus 1969: Easy Squeezy / Do I Love You?

### Singles (Verenigde Staten)
- 1963: Hello Little Girl / Just in Case
- 1964: I'm in Love / Respectable
- 1964: If You Cry / Little Bit of Loving
- 1964: How Can I Tell Her? / You Got That Way
- 1966: Girls, Girls, Girls / Why Do Fools Fall in Love
- 1966: Here, There and Everywhere / You’ve Changed

### Ep's
- Maart 1964: The Sound of the Fourmost:
  - Hello Little Girl / Just in Case / I'm in Love / Respectable
- Augustus 1964: The Fourmost:
  - A Little Loving / Waitin’ for You / How Can I Tell Her / You Got That Way

### LP
- November 1965: First and Fourmost:[7]
  - Till You Say You’ll Be Mine / Yakety yak / Girls Girls Girls / My Block / So Fine / Some Kind of Wonderful / The Girl Can’t Help It / Today I’m in Love / The In Crowd / Baby-Sittin’ Boogie / Heebie Jeebies / Sure to Fall / Bound to Lose My Heart / Something’s Got a Hold on Me

### Verzamel-cd’s
- 1992: The Best of the EMI Years:
  - Hello Little Girl / Just in Case / I'm in Love / Respectable / I Love You Too / A Little Loving / Waitin’ for You / How Can I Tell Her / You Got That Way / Baby I Need Your Loving / He Could Never / My How the Time Goes By / Girls, Girls, Girls / Why Do Fools Fall in Love / Till You Say You’ll Be Mine / Yakety Yak / My Block / So Fine / Some Kind of Wonderful / The Girl Can’t Help It / Today I’m in Love / The In Crowd / Baby-Sittin’ Boogie / Heebie Jeebies / Sure to Fall (in Love with You) / Everything in the Garden / Stop / Here, There and Everywhere / You’ve Changed / Dawn (Go Away) / Turn the Lights Down / Aunty Maggie’s Remedy
- 2005: The Best Of The Fourmost:
  - Hello Little Girl / Just in Case / I'm in Love / Respectable / I Love You Too / A Little Loving / Waitin’ for You / How Can I Tell Her / You Got That Way / Baby I Need Your Loving / That’s Only What They Say / He Could Never / My How the Time Goes By / Girls Girls Girls / Why Do Fools Fall in Love / Till You Say You’ll Be Mine / Yakety Yak / My Block / So Fine / Some Kind of Wonderful / The Girl Can’t Help It / Today I’m in Love / The In Crowd / Baby-Sittin’ Boogie / Heebie Jeebies / Sure to Fall (in Love with You) / Everything in the Garden/ Stop / Here, There and Everywhere / You’ve Changed / Dawn (Go Away) / Turn the Lights Down / Auntie Maggie’s Remedy